# Нова Флогита
Нова Флогита или Флогита (грч. Νέα Φλογητά, Неа Флогита) је насеље у Грчкој, које се налази на западној ривијери Халкидикија, на обали Егејског мора. Припада општини Нова Пропонтида у округу Халкидики. Удаљена је око 50 км југоисточно од Солуна и на око 7 км од Нове Муданије. Неа Флогита је богата зеленилом, има дугу пешчану плажу и тиркизно бистро море. Из места се пружа поглед на Солунски залив и по ведром времену на планину богова Олимп.
Насеље је настало 1923 када су га из темеља подигли грчки досељеници из Кападокије, данашња Турска.
Житељи Нове Флогите и околних места производе воће, поврће, мед и маслине те традиционална домаћа пића оузо, ципоро и вино које можете пазарити на локалној пијаци. Нова Флогита има одличну саобраћајну повезаност са осталим местима и практично је капија Халкидикија јер је на почетку рачвања за Касандру, Ситонију и Свету Гору. Аутобуске линије локалног саобраћаја су нарочито лети веома честе ка Солуну и Халкидикију.
Према попису из 2021. године у Новој Флогити је живело 1.595 становника.